# 查理·布朗的聖誕節 (原聲帶)
《查理·布朗的聖誕節》（英語：A Charlie Brown Christmas）是由美國爵士音樂家文斯·葛拉迪創作，配合改編自《花生漫畫》在1965年12月於美國廣播公司上播放的同名電視動畫節目，所發行的音樂原聲帶。
專輯裡的樂曲除了有由葛拉迪重新詮釋的傳統聖誕歌曲《聖誕樹》、《聽啊！天使高聲唱》等等之外，也包含數首葛拉迪自創的曲目，並有採用先前他替《花生漫畫》紀錄片《一位名叫查理·布朗的男孩》所製作的一首配樂《奈勒斯與露西》。
此唱片從1965年發行後至2016年期間，累積了達400萬張的銷售量。除了獲得許多大眾媒體的肯定外，也有被美國國會圖書館登記為具有重要音樂文化價值的唱片之一。

## 背景
由漫畫家查爾斯·舒茲推出的作品《花生漫畫》在市場上開始獲得迴響後，1960年代期間電視製作人李·曼德森開始構想一部《一位名叫查理·布朗的男孩》、內容有關《花生漫畫》創作過程的紀錄片。因為曼德森本身是爵士樂的愛好者，先前他在收音機上聆聽過文斯·葛拉迪的樂曲後產生了興致，便邀請對方替該部紀錄片製作配樂。葛拉迪之後創作了一首《奈勒斯與露西}》，來做為該紀錄片的主要配樂。
之後到了1965年4月曼德森的公司接下了廠商可口可樂所提的一份案子，內容是要拍攝一部片長約半小時、名為《查理·布朗的聖誕節》的《花生漫畫》聖誕節特別節目。而葛拉迪也因為這份特別節目的緣故，再次被曼德森邀請製作配樂。

## 錄製
最初，文斯·葛拉迪與低音提琴手蒙蒂·布德威格、鼓手柯林·貝里，前往位在加利福尼亞州格倫代爾一帶的Whitney Studio錄製專輯裡的部分演奏。葛拉迪除了採用他之前在紀錄片《一位名叫查理·布朗的男孩》裡製作的配樂《奈勒斯與露西》外，也另外新創作《現在是聖誕節時刻》、《溜冰》（Skating）等曲目。之中《現在是聖誕節時刻》在《查理·布朗的聖誕節》正式公開前幾週，還尚未完成曲目裡的歌詞，最後是由李·曼德森協助之下完成的。之後是另外與低音提琴手福瑞德·馬歇爾（Fred Marshall）與鼓手傑利·葛拉利，合力錄製《聖誕節之歌》、《奇妙聖嬰》等聖誕佳節相關曲子。
動畫的開頭《現在是聖誕節時刻》與結尾曲目《聽啊！天使高聲唱》，是邀請聖拉菲爾的聖保羅聖公會教堂（St. Paul's Episcopal Church）孩童合唱團來演唱，並以每人可獲得五美元來做為報酬。當時孩童們演唱的錄製是安排在1965年秋季末期，以兩週的時間分三次進行。因錄製的時間是拖到半夜才結束，有造成讓幾名孩童的父母不滿，而拒絕讓他們的孩子再次參加，導致有必須得請其他孩子們替補的情況發生。負責帶領孩子們演唱是由名叫貝利·米恩（Barry Mineah）的人士所擔任，原先他要求孩子們能夠以最完美的方式來演唱出，但這個想法遭到曼德森與葛拉迪的否定，他們倆人認為孩子們只要能表現出自然的模樣即可，這使得《聽啊！天使高聲唱》最後是收錄稍微有走調情況的版本。
孩童合唱團裡的一員康達絲·哈克特·薛佛利（Candace Hackett Shively）之後成為一名小學教師，在2000年退休時有寫了信向《花生漫畫》作者查爾斯·舒茲致謝，在信中她提及了當時錄製後大家一起吃冰淇淋的情況，並且會在每次聖誕佳節來臨時和學生們分享她的故事。

## 曲目
| 曲序 | 曲目                                                     |                           | 作曲                               | 备注                                                                             | 时长 |
| ---- | -------------------------------------------------------- | ------------------------- | ---------------------------------- | -------------------------------------------------------------------------------- | ---- |
| 1.   | 聖誕樹                                       |                           | 恩斯特·安舒茲                      |                                                                                  | 5:09 |
| 2.   | 奇妙聖嬰（原曲名：What Child Is This?）                  |                           | 基於英格蘭傳統民謠《綠袖子》的旋律 | 原曲目的歌詞是引用自威廉·崔特頓·迪克斯的讚美詩，不過在此專輯裡僅有演奏旋律未頌唱 | 2:24 |
| 3.   | 我的小鼓（原曲名：My Little Drum）                       |                           | 文斯·葛拉迪                        | 改編自凱瑟琳·戴維斯的《小鼓手男孩》                                              | 3:12 |
| 4.   | 奈勒斯與露西（原曲名：Linus and Lucy）                   |                           | 文斯·葛拉迪                        |                                                                                  | 3:05 |
| 5.   | 現在是聖誕節時刻（原曲名：Christmas Time Is Here）       |                           | 文斯·葛拉迪                        | 旋律版                                                                           | 6:06 |
| 6.   | 現在是聖誕節時刻（原曲名：Christmas Time Is Here）       | 李·曼德森                 | 文斯·葛拉迪                        | 合唱版                                                                           | 2:46 |
| 7.   | 溜冰（原曲名：Skating）                                  |                           | 文斯·葛拉迪                        |                                                                                  | 2:25 |
| 8.   | 聽啊！天使高聲唱（原曲名：Hark, The Herald Angels Sing） | 基於查理·衛斯理的聖詩改寫 | 威廉·海曼·卡明斯                   | 改編自費利克斯·孟德爾頌·巴托爾迪的《慶典之歌》                                   | 1:54 |
| 9.   | 聖誕節來了（原曲名：Christmas Is Coming）                |                           | 文斯·葛拉迪                        |                                                                                  | 3:25 |
| 10.  | 給愛麗絲                                     |                           | 路德維希·范·貝多芬                 |                                                                                  | 1:05 |
| 11.  | 聖誕節之歌（原曲名：The Christmas Song）                 |                           | 梅爾·托美、羅伯特·威爾斯           |                                                                                  | 3:16 |
| 12.  | 綠袖子（原曲名：Greensleeves）                           |                           | 英格蘭傳統民謠                     | 重新發行版本收錄曲目                                                             | 5:29 |
| 13.  | 南瓜大王的華爾茲（原曲名：Great Pumpkin Waltz）          |                           | 文斯·葛拉迪                        | 重新發行版本收錄曲目                                                             | 2:29 |
| 14.  | 感恩節主題曲（原曲名：Thanksgiving Theme）               |                           | 文斯·葛拉迪                        | 重新發行版本收錄曲目                                                             | 2:00 |

## 反應

### 銷售
從1965年發行後，《查理·布朗的聖誕節》持續在每年聖誕佳節時期有著不錯的銷售量。此專輯首次出現在告示牌雜誌的排行榜上是在1987年12月19日裡，並且有得到聖誕節主題專輯銷售排行的第13名。之後在1988到2003年期間，《查理·布朗的聖誕節》都有擠進告示牌雜誌聖誕節主題專輯銷售排行中，並曾在2001和2002年得到排行榜的第8名。另外也有在1991到2003年期間，於告示牌雜誌的佳節熱門專輯排行榜上出現，最高有在2001年拿到第6名成績。
在2001到2011年期間，《查理·布朗的聖誕節》有6次擠進美國當地前10張銷售最好的聖誕節主題專輯，另在2013年拿到第9名成績。
到了2016年8月此專輯已累積到達400萬張的銷售量，得到美國唱片業協會的四白金唱片認可。

### 評價
| 評論得分        | 評論得分 |
| 來源            | 評分     |
| --------------- | -------- |
| Allmusic        | [ 16 ]   |
| Discogs         | 4.7/5    |
| Pitchfork Media | 8.3/10   |

Allmusic音樂資料庫網站認為此張專輯充滿著佳節的歡樂與冥想氣氛，有把查爾斯·舒茲的作品精神給反應出來，並且以優雅、魅力、具創造力的方式將爵士樂介紹給年輕人們。另一音樂網站Pitchfork Media表示專輯裡的樂曲有如小巧可見的奇蹟，裡頭的一首《聖誕節來了》有著動感、散發著低調卻興高采烈的光芒。
報章方面《洛杉磯時報》評價著這是一張最好的佳節專輯之一，並認為裡頭的配樂將爵士樂給帶領到一個全新世代，累積出比邁爾士·戴維斯、約翰·柯川等爵士樂手有著更多聆聽過的人數。
往後如大衛·班諾特、喬治·溫斯頓等音樂家，都曾受過此張專輯的影響。到了2007年，葛萊美獎有把《查理·布朗的聖誕節》列為葛萊美的名人堂作品之一。2012年美國國會圖書館則將此專輯放入在對於文化、歷史、美學方面具有意義的唱片登記清單裡。

## 排行與認證

### 週銷售成績
- 告示牌二百大專輯榜：最高排名第15名[22]
- 《告示牌》雜誌熱門流行專輯：最高排名第1名[23]
- 《告示牌》雜誌數位下載專輯：最高排名第1名[24]
- 《告示牌》雜誌佳節專輯：最高排名第2名[25]
- 《告示牌》雜誌原聲帶：最高排名第1名[26]
- 《告示牌》雜誌時尚專輯：最高排名第6名[27]

### 認證
- 美國唱片業協會：四白金唱片[1]

## 爭議
此專輯在發行時，在作品名義上僅列出文斯·葛拉迪個人，漠視了其他協力演出的樂手成員，而引來了不少批評。在過了30多年後，才由專輯的發行商Fantasy Records出面善後此情況。

## 外部連結
- 現今發行《查理·布朗的聖誕節》的唱片公司Concord Records對於此專輯的介紹頁面 （页面存档备份，存于）（英文）